# Trâu đầm lầy

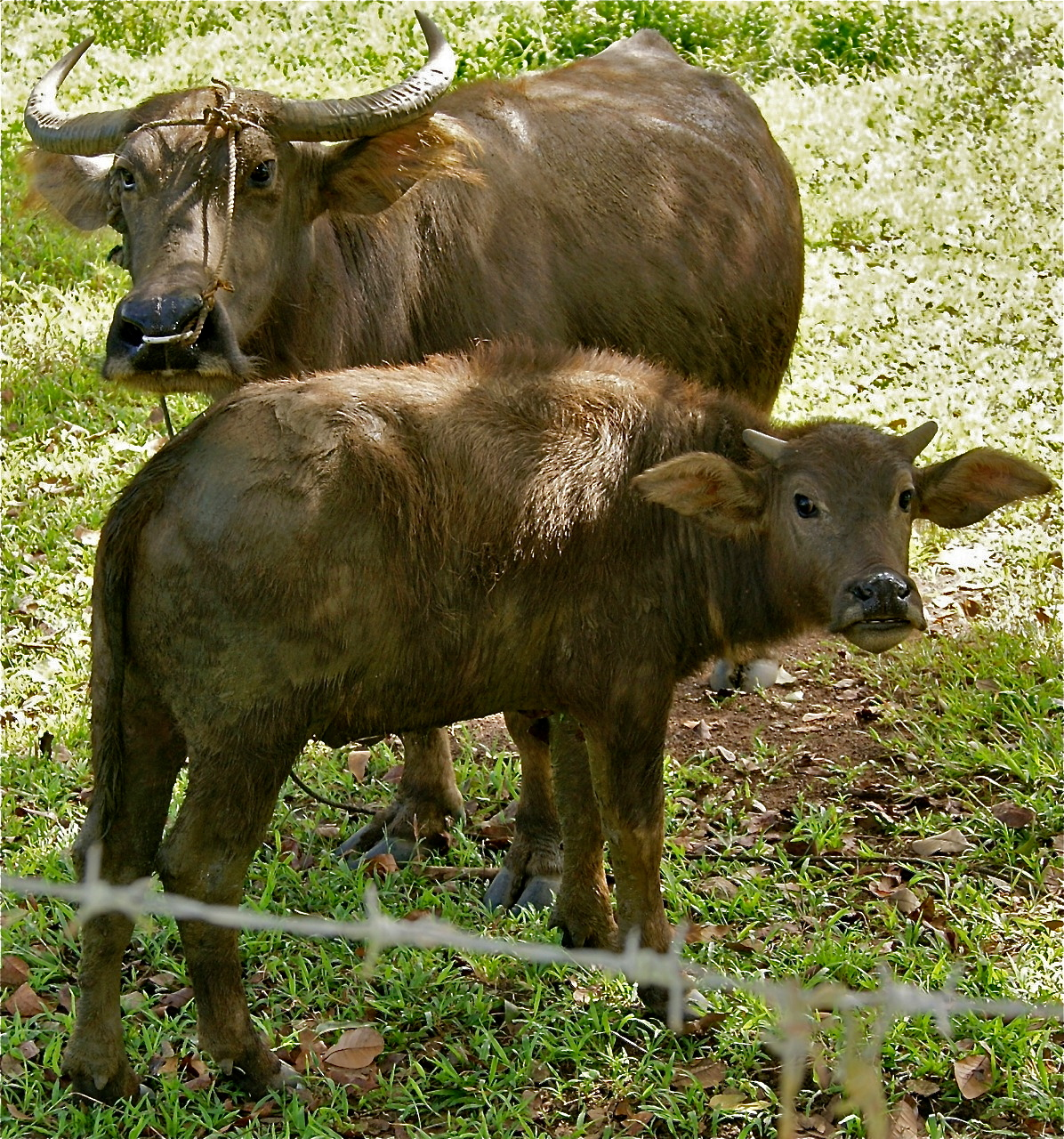
Hai con trâu đầm lầy

Trâu đầm lầy là một giống trâu trong nhóm trâu nước, được tìm thấy ở Philippines nhưng được du nhập bởi người Mã Lai từ lâu. Sau này do trâu được nuôi ở những vùng khác nhau nên có những tên gọi địa phương khác nhau như: trâu ngố, trâu gié ở (Việt Nam), trâu Carabo (karabàw) ở Philippines, trâu Krbau (kerbau) ở Malaysia… có 48 nhiễm sắc thể. Giống trâu này còn là con vật biểu tượng quốc gia của Philippines.

## Đặc điểm
Trâu đầm lầy ít được chọn lọc cải tiến, gần với trâu rừng hơn như sừng thon, cong hình bán nguyệt, đuôi sừng nhọn, Đầu trâu to, trán phẳng, hẹp, mắt lồi, mắt ngắn, mồm rộng, thân ngắn, chân thấp và mảnh, vai vạm vỡ, ngực rộng, bụng to, mông thấp, đuôi ngắn, móng xòe, vú bé thích hợp cho việc cày kéo, con đực dương vật thường dính chặtvào phía bụng, trừ đoạn đầu dương vật ngắn và tự do, bìu dái ngắn, thích hợp cho việc cày kéo. Trâu thường có màu xám đen hoặc sẫm hơn, đặc biệt chúng có 2 bợt lông màu nhạt một ở dưới hàm, một ở dưới ngực.
Trâu đầm lầy có thời gian chửa dài hơn trâu sông. Trâu đầm lầy thích đầm ở các bãi bùn và chỉ đủ mình nó hoặc một vài con khác. Trâu đầm lầy thích được đầm đến cổ trong bùn lầy. Vào những lúc sang và chiều tối, ban đêm nghỉ ở nơi đất khô. Tuy nhiên, việc đầm không phải là tuyệt đối cần để chúng duy trì cuộc sống. Trâu được sử dụng chủ yếu để cày kéo, do ít được chọn lọc và cải tạo đến nay không phân thành nhiều giống như trâu sữa. Sau này được chọn lọc cải tạo qua thời gian dài theo hướng sản xuất sữa, có mặt dài và thân dài thon hơn trâu đầm lầy, sừng ngắn, cong về phía dưới, ra sau rồi cong xoắn lên phía trên, khung xương sâu, rộng, chân cao và mập, đuôi dài, bầu vú phát triển, các núm vú to được sắp xếp cân đối thích hợp cho việc khai thác sữa.